# 八角广场 (但尼丁)

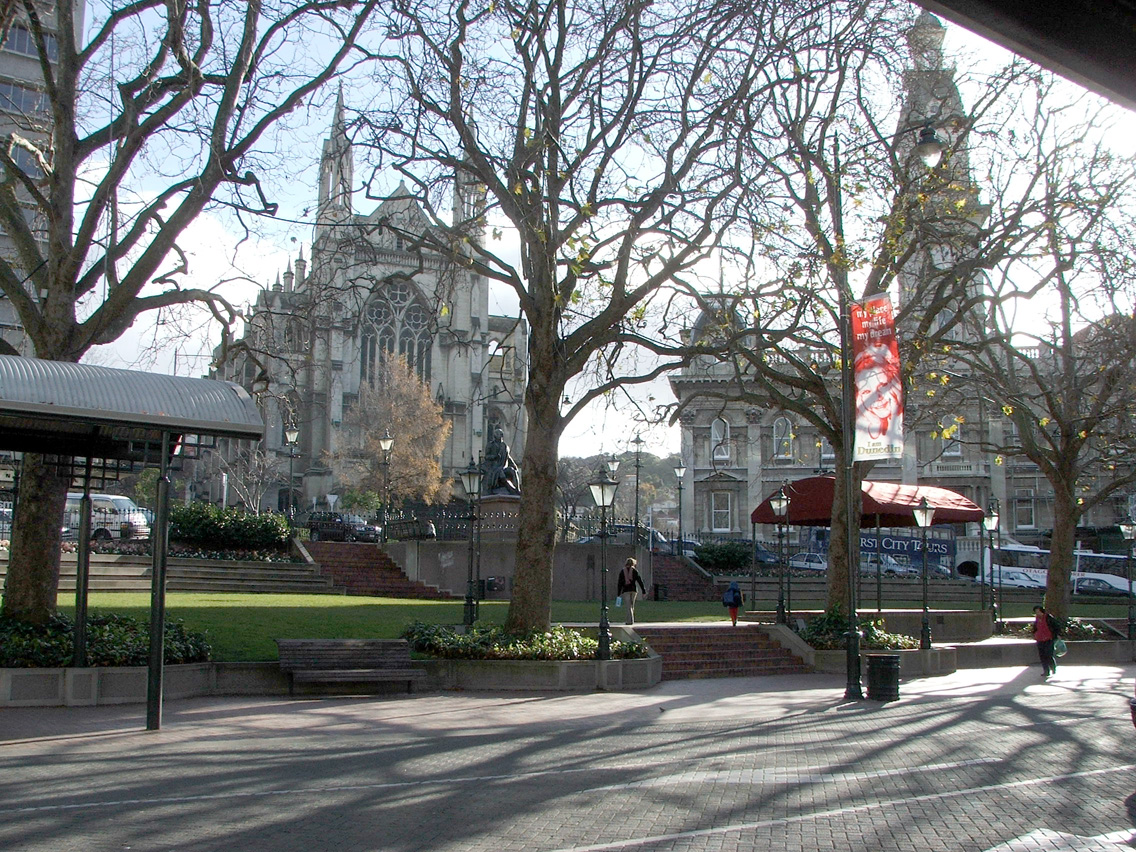

八角广场（The Octagon）是新西兰南岛达尼丁市中心的一个八角形广场，两条主要干道的交汇点。现在八角广场是一个行人保护区，有苏格兰诗人罗伯特·伯恩斯雕像。达尼丁的一些重要建筑物和机构，包括主教座堂和市政厅，都位于广场上。八角广场也是达尼丁的公共交通的主要枢纽。
八角广场开辟于1846年，在19世纪末成为市中心。八角广场在1980年代大幅度翻新，现在是城市咖啡馆文化的中心，有许多户外用餐区。

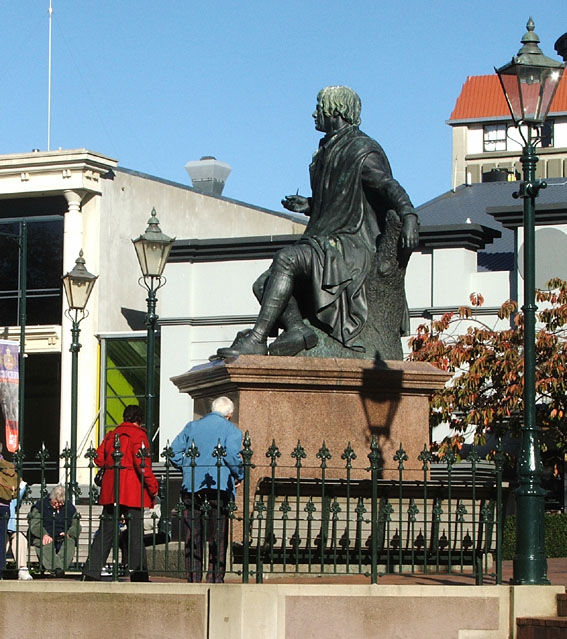
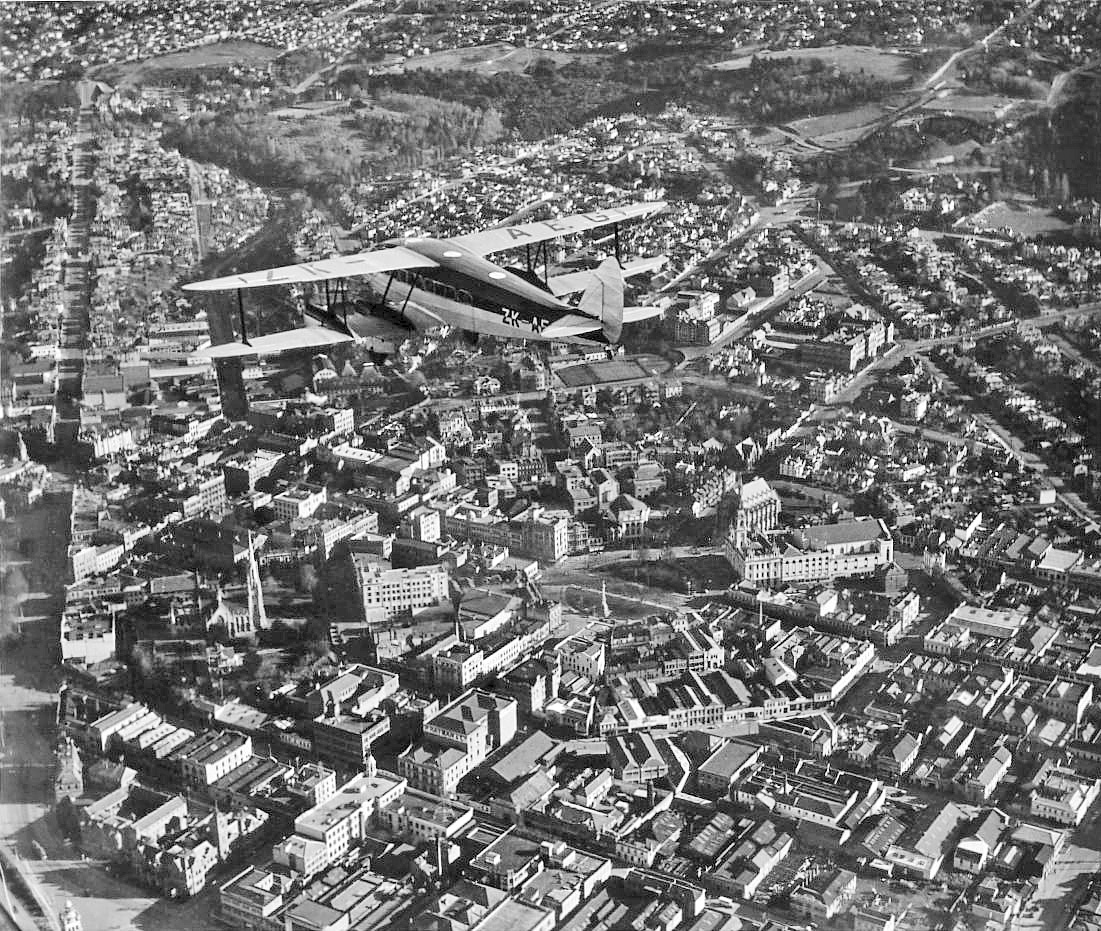
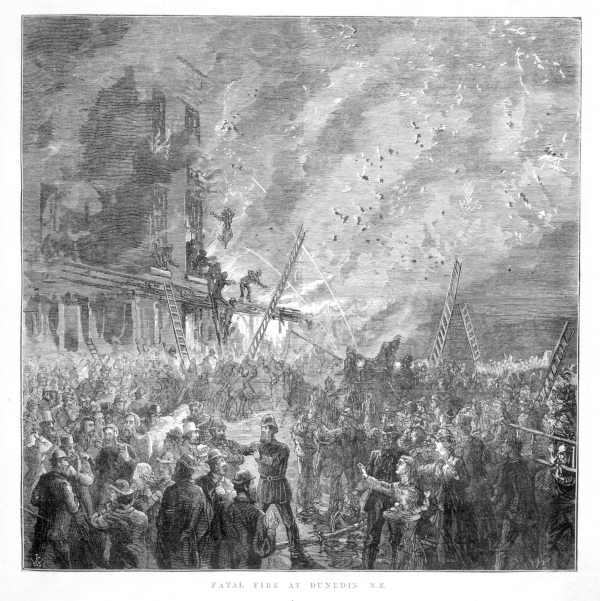
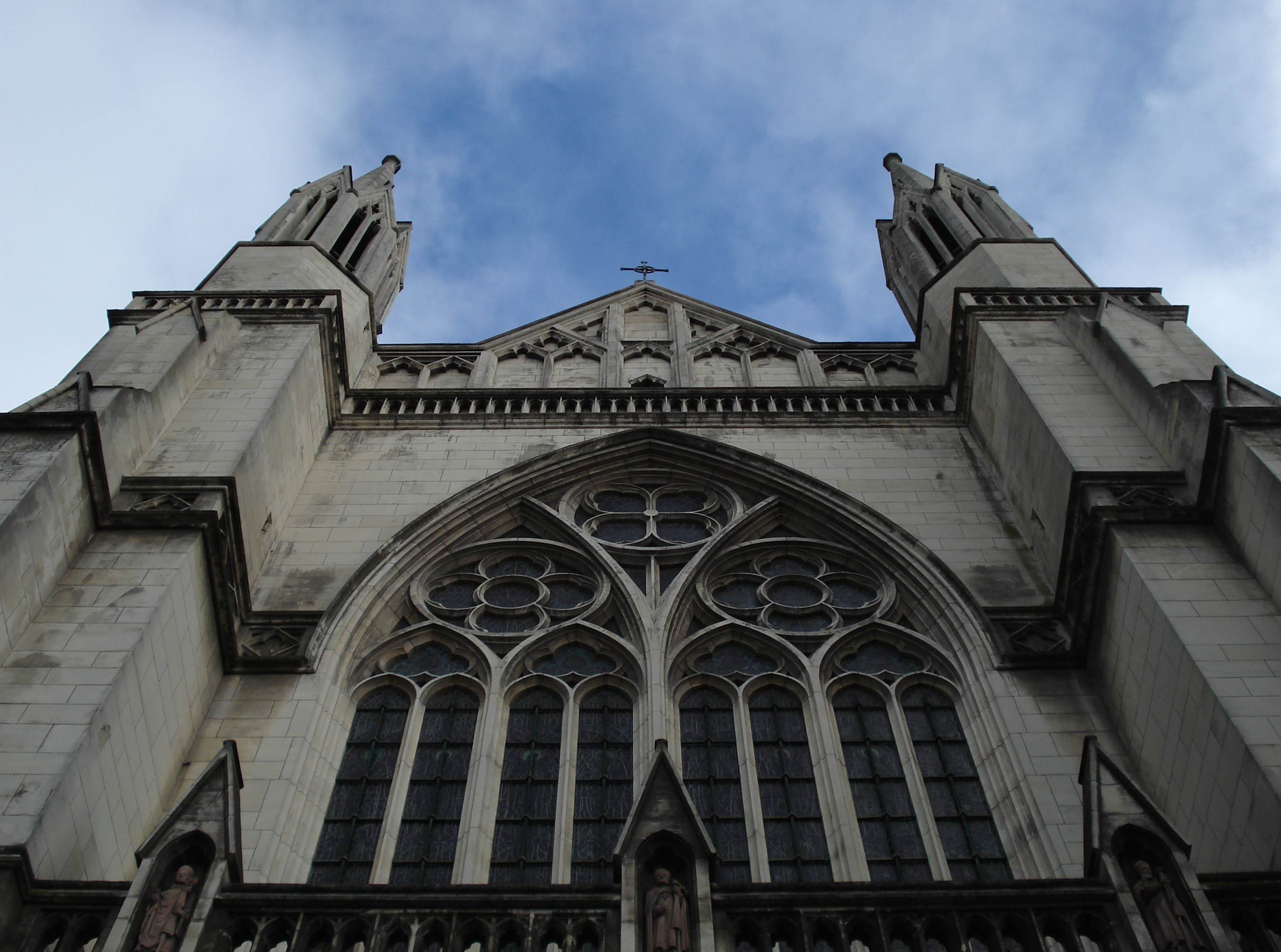

每年元旦前夕庆祝活动在八角广场举行。